# アンドレイ・ラドイ
アンドレイ・ラドイ（Andrei Rădoi、1987年2月7日 - ）は、ルーマニアのラグビーユニオン選手。

## プロフィール
- ルーマニア出身[1]。
- ポジションはフッカー(HO)。
- 身長 185cm、体重 95kg
- ルーマニア代表キャップは70（2025年5月現在）でラグビーワールドカップ2015のルーマニア代表に選ばれた[2]。

## 略歴
ブカレスト・ウルブズ、CSMシュティインツァ・バヤ・マーレ
、イーリング・トレイルファインダーズを経て、2015年、ティミショアラ・サラセンズに加入。
2022年、ドーピング違反で4年間の出場停止処分を受けた。